# Macgregorella
Macgregorella là một chi rêu trong họ Fabroniaceae.